# 이민선 (1982년)

이민선(1982년 10월 28일 ~ )은 대한민국의 기업인이다.

## 방송 활동
- 80일만에서울대가기2기 - 진행